# Rudgea laevis
Rudgea laevis är en måreväxtart som beskrevs av Charlotte M. Taylor. Rudgea laevis ingår i släktet Rudgea och familjen måreväxter.
Artens utbredningsområde är Costa Rica. Inga underarter finns listade i Catalogue of Life.